# VarioLF

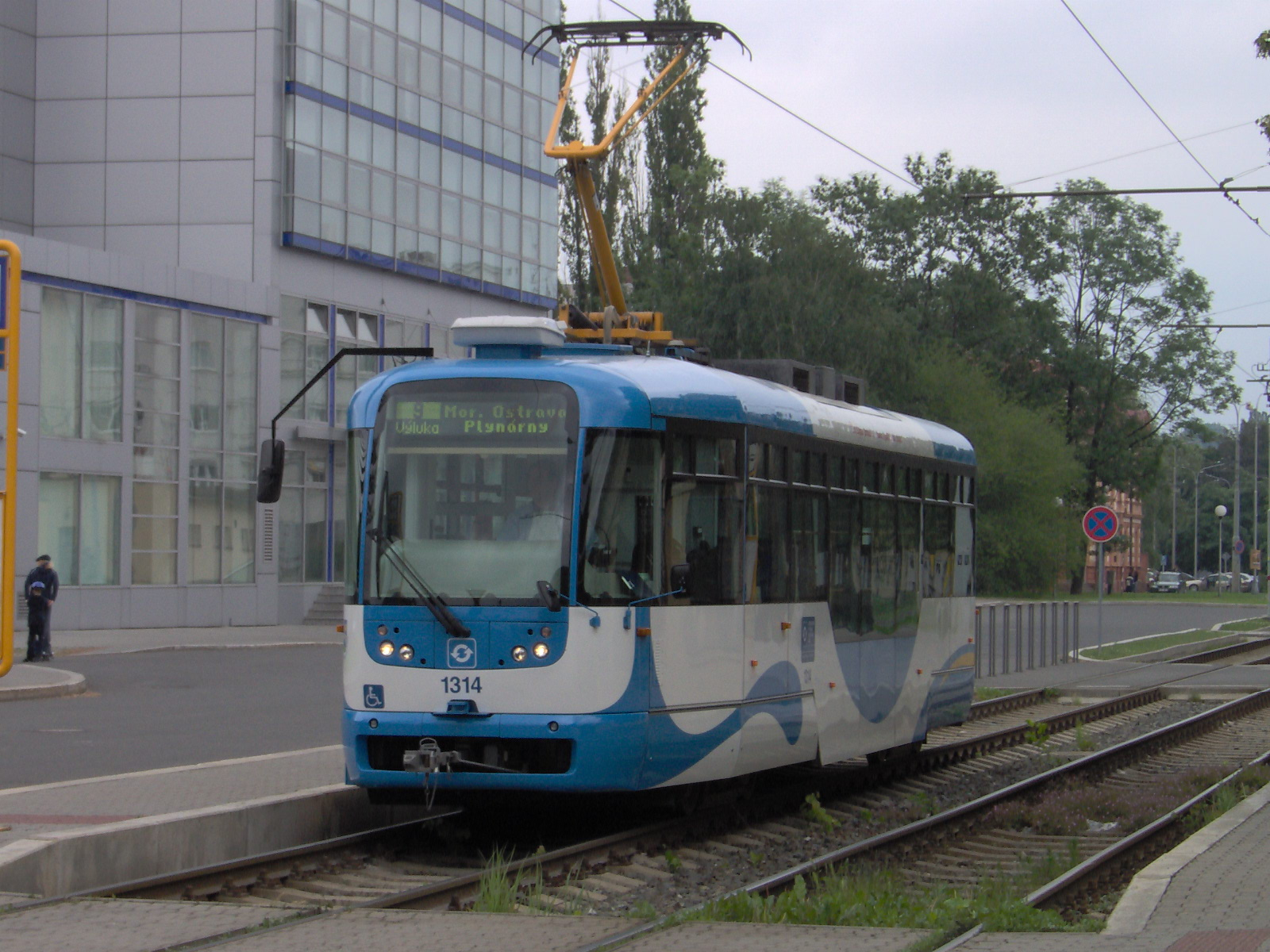
Ostravský vůz VarioLFR.E

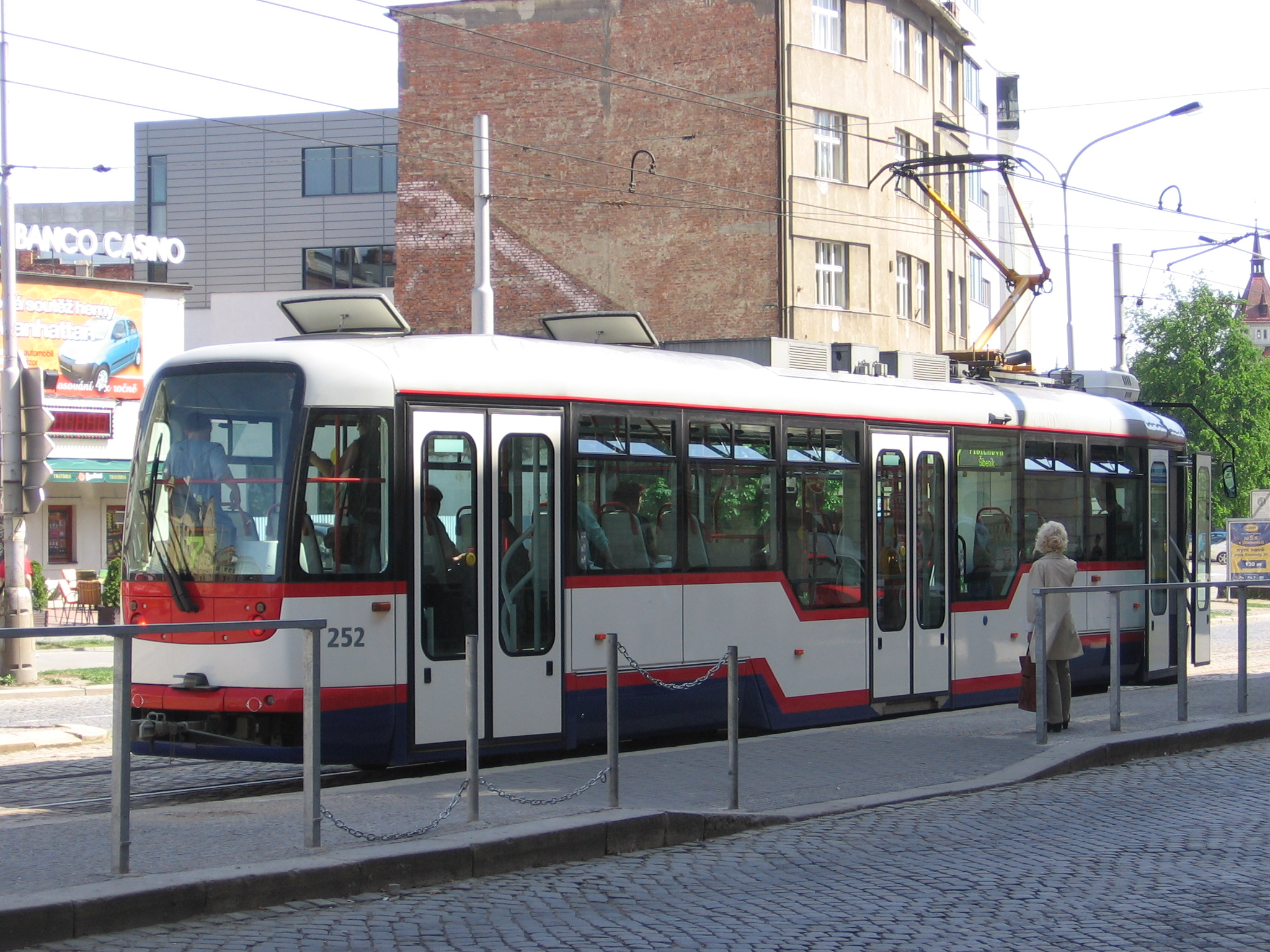
Tramvaj VarioLF.E v Olomouci

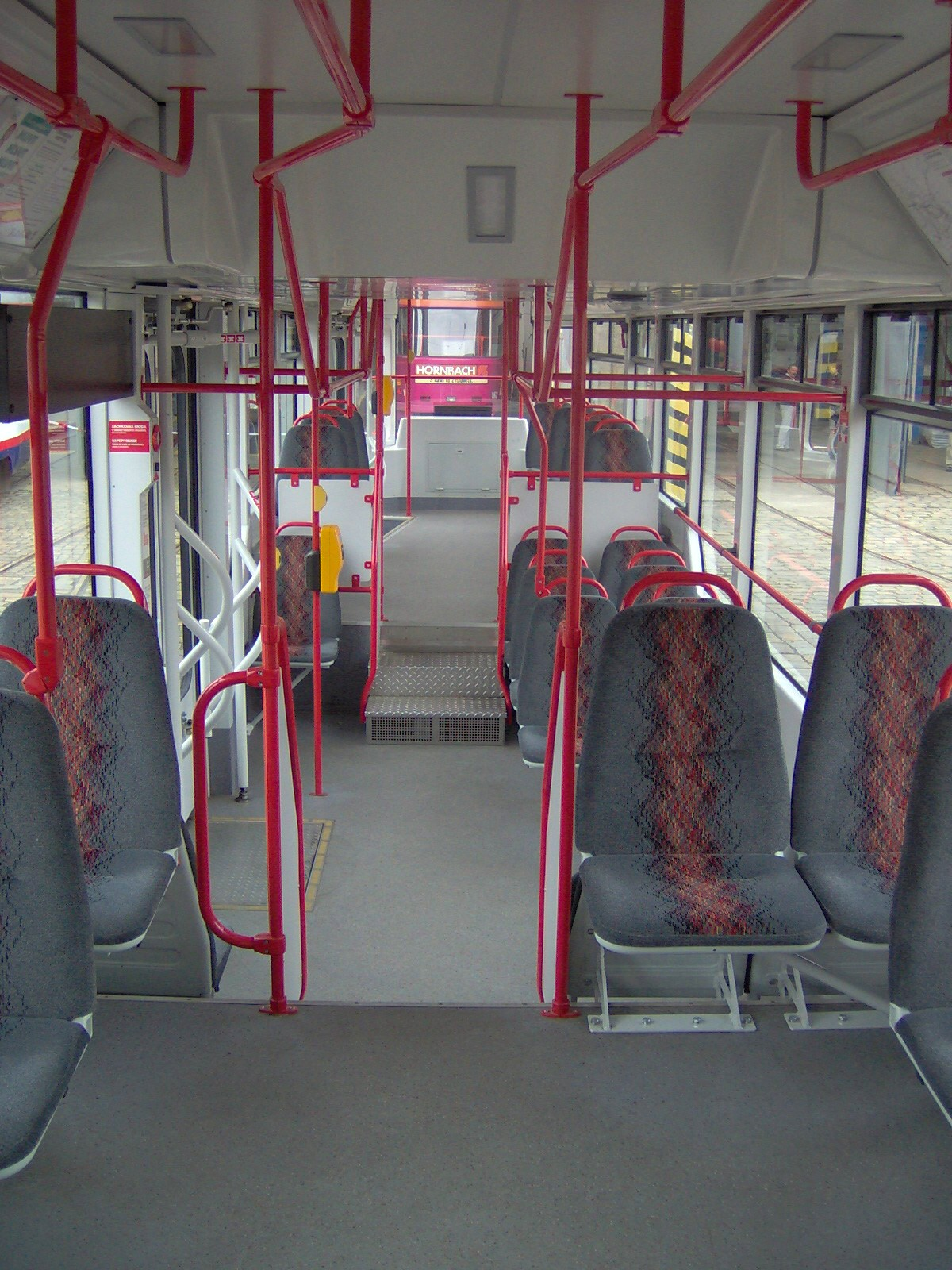
Interiér Vario LF, Olomouc

VarioLF je částečně nízkopodlažní tramvaj, vyráběná od roku 2004 českou Aliancí TW Team, tvořenou firmami KOS Krnov, Pragoimex a VKV Praha.
Nadšenci, zabývající se tramvajovou dopravou, mluví o VariuLF jako o „waně“ dle tvaru pomyslného podélného řezu vozu s nízkopodlažní částí uprostřed.

## Historie
Po úspěšném prezentování nové vozové skříně VarCB3 (pro tramvaje T3R.EV a T3R.PV) vyvinuly společně firmy ČKD Pragoimex a Krnovské opravny a strojírny (KOS) nízkopodlažní variantu této skříně označenou jako VarCB3LF (LF = Low Floor = anglicky nízká podlaha), která je však přibližně o 1 m delší než skříně vozů T3, které má nahrazovat. Obdobně jako u vysokopodlažního typu lze na skříň tramvaje VarioLF přichytit různá čela.
Některé vozy VarioLF (s označením LFR.E a LFR.S) jsou oficiálně vedeny jako modernizace starších vozů T3, i když s původními tramvajemi nemají fyzicky nic společného.

## Modernizace
VarioLF vychází z modelů: T3 (klasická tramvaj) → T3R.PLF (novostavba prodloužené verze předchozí tramvaje, má nízkopodlažní střed) → VarioLF (oproti předchozí verzi má mimo jiné nový design a odlišnou elektrickou výzbroj). Tramvaj lze provozovat na standardní i obrácené polaritě napájení (např. Brno, Ostrava, Košice) - výzbroj je nutno přizpůsobit.
Tramvaje vycházejí z typu Tatra T3R.EV. Střední část vozu je nově nízkopodlažní. Právě ta byla důvodem k prodloužení celé tramvaje (aby nízkopodlažní část měla rozumnou velikost). Na vozy byla dosazena nová čela dle návrhu Ing. arch. Františka Pelikána. Rovněž vozy obdržely polopantograf. Interiér i stanoviště řidiče je ve stylu posledních zmodernizovaných tramvají T3. Obdobně jako vozy Tatra T3R.EV obdržely tramvaje střídavou elektrickou výzbroj TV Europulse s asynchronními motory (typ VarioLF.E a VarioLFR.E). V roce 2010 byla do Plzně dodána první tramvaj s typovým označením VarioLFR.S, která je vybavena stejnosměrnou výzbrojí na bázi IGBT modulů od firmy Škoda Electric, konstrukčně vycházející z výzbroje tramvají Škoda 01T a Škoda 02T.

## Dodávky
Vozy VarioLF jsou vyráběny od roku 2004.
| Současný stát | Město           | Článek | Typ        | Roky dodávek | Počet vozů | Evidenční čísla při dodání          | Poznámky | Zdroj  |
| ------------- | --------------- | ------ | ---------- | ------------ | ---------- | ----------------------------------- | -------- | ------ |
| Česko         | Brno            | článek | VarioLFR.E | 2006–2018    | 32         | viz přehled                         |          | [ 3 ]  |
| Česko         | Most – Litvínov | článek | VarioLFR.S | 2016–2018    | 2          | 253, 266                            |          | [ 4 ]  |
| Česko         | Olomouc         | článek | VarioLF.E  | 2006–2007    | 3          | 251–253                             |          | [ 5 ]  |
| Česko         | Olomouc         | článek | VarioLFR.E | 2007–2011    | 7          | 231–237                             |          | [ 6 ]  |
| Česko         | Olomouc         | článek | VarioLFR.S | 2012–2020    | 11         | 238–248                             |          | [ 7 ]  |
| Česko         | Ostrava         | článek | VarioLFR.E | 2005–2012    | 47         | 1311–1357                           |          | [ 8 ]  |
| Česko         | Ostrava         | článek | VarioLFR.S | 2013–2014    | 16         | 1358–1373                           |          | [ 9 ]  |
| Česko         | Plzeň           | článek | VarioLFR.S | 2010–2014    | 26         | 333–335, 338–353, 356–360, 364, 365 |          | [ 10 ] |
| Rusko         | Moskva          | článek | VarioLF    | 2009         | 1          | 2400                                |          | [ 11 ] |
| Slovensko     | Košice          | článek | VarioLFR.S | 2011         | 1          | 701                                 |          | [ 12 ] |
| Uzbekistán    | Taškent         | článek | VarioLF.S  | 2011–2012    | 20         | 2001–2011, 3201–3209                |          | [ 13 ] |

Čísla vozů
- Brno: 1497, 1523, 1530, 1539, 1541, 1551, 1553–1557, 1567, 1573–1575, 1580, 1582, 1584, 1586, 1590, 1592, 1596–1599, 1601, 1605, 1616, 1617, 1626, 1627, 1630